# Branchellion australis
Branchellion australis is een ringworm uit de familie van de Piscicolidae. De wetenschappelijke naam van de soort is voor het eerst geldig gepubliceerd in 1916 door Leigh-Sharpe.